# Alonso de Salazar
Toribio Alonso de Salazar (15. století – 5. září 1526) byl španělský mořeplavec kastilského původu, který jako první západní mořeplavec připlul na Marshallovy ostrovy.
Narodil se v Burgosu. V roce 1525 byl součástí španělské expedice Fray García Jofre de Loaísa na souostroví Moluky. Expedice jako druhá v historii po Magalhãesově-Elcanově plavbě kolem světa přeplavala Tichý oceán.
De Salazar převzal po smrti Loaíse a Juana Sebastiána Elcana velení na lodi Santa Maria de la Victoria, poslední ze sedmi lodí, které tuto plavbu přečkaly. Cestou na Guam, Filipíny a nakonec na Moluky spatřil atol Bokak, který se nacházel u Marshallových ostrovů.
Po měsíci zemřel na kurděje. Stalo se tak 5. září 1526, poté co opustil ostrov Guam. Jeho nástupcem se stal Martín Íñiguez de Carquizano.

## Popkultura
Podle Alonsa de Salazara byla vytvořena postava Armanda Salazara z filmu Piráti z Karibiku: Salazarova pomsta.